# Lethe serbonis
Lethe serbonis är en fjärilsart som beskrevs av William Chapman Hewitson 1876. Lethe serbonis ingår i släktet Lethe och familjen praktfjärilar. Inga underarter finns listade i Catalogue of Life.